# Ian Livingstone

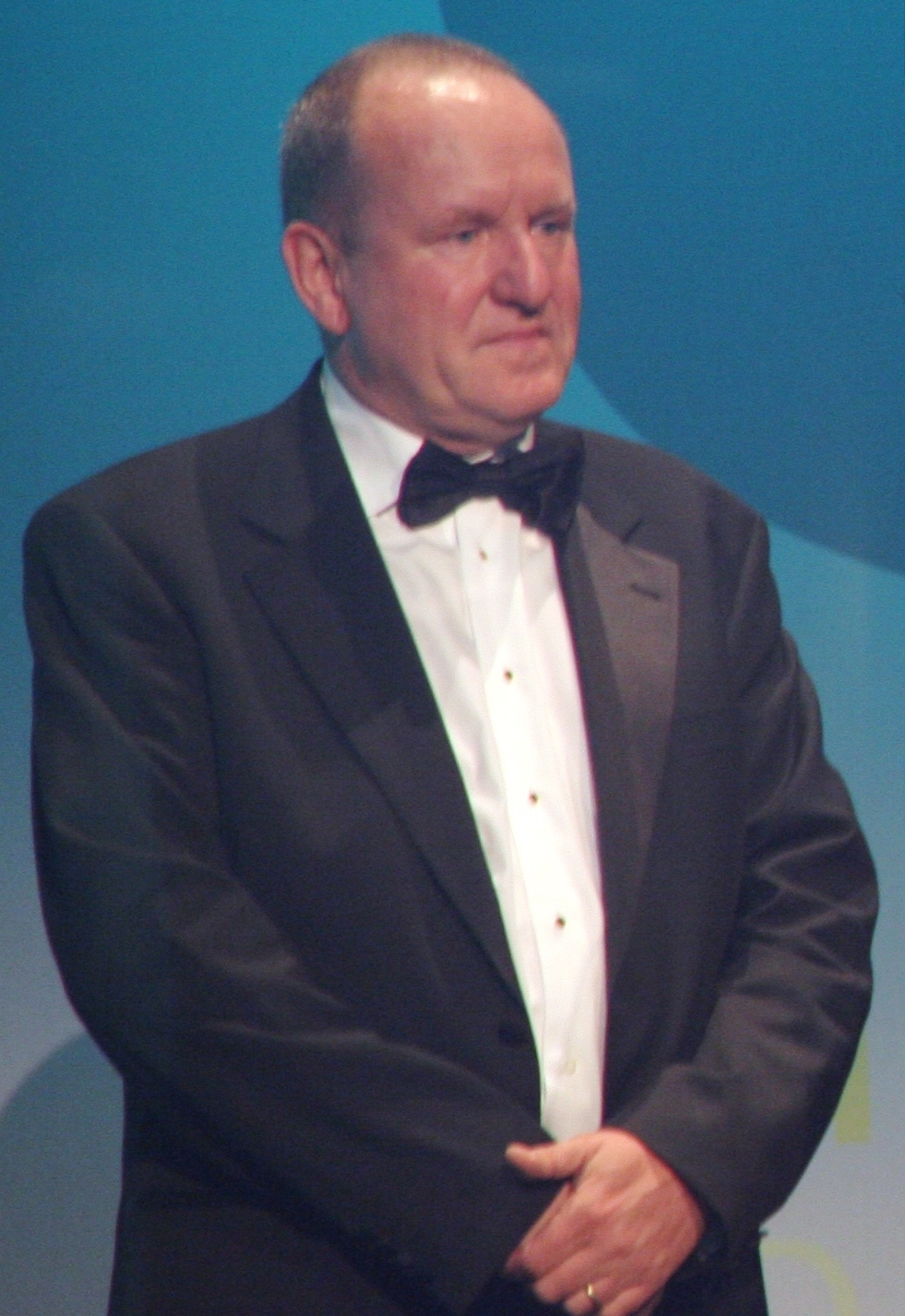
Ian Livingstone (2006)

Sir Ian Livingstone, CBE (* 29. Dezember 1949 in Prestbury, Cheshire) ist ein britischer Fantasy-Autor und Unternehmer in der Spiel- und Computerspiel-Industrie. Zusammen mit Steve Jackson hat er:
- das erste Pen-&-Paper-Rollenspiel (Dungeons and Dragons) nach Europa gebracht
- die Firma Games Workshop gegründet
- die Veranstaltung Games Day ins Leben gerufen

Zudem war er bereits 1985 als Computerspiel-Designer tätig und hat seither (vor allem ab 1995) aktiv in der Entwicklung vieler Computerspiele mitgewirkt, zuletzt als Creative Director bei Eidos Interactive. Als Schriftsteller hat er eine ganze Reihe von Gamebooks der Fighting-Fantasy-Reihe geschrieben, die er zusammen mit Steve Jackson ins Leben gerufen hat und deren Bücher sich über 15 Millionen Mal verkauft haben. Für seine Verdienste ist er mehrfach ausgezeichnet worden.

## Biographie
Als Kind spielte Ian Livingstone gern mit seinem Freund Steve Jackson das Spiel Warlords. Er beschäftigte sich eingehend mit Strategiespielen und schrieb kurze Artikel für das wenig bekannte Game-Fanzine Albion.
1973 zogen Livingstone und Jackson von Manchester nach London. Als Marketingassistent in einem Ölunternehmen war Livingstone schnell frustriert von seinem Leben. Um sich abzulenken, spielte er zusammen mit seinen Mitbewohnern Steve Jackson und John Peake weiterhin viele Spiele.
1975 gründeten die drei Wohnpartner zusammen den Games Workshop, ein Unternehmen für die Entwicklung und den Verkauf von innovativen Spielen. Aufgrund von Geldmangel führten sie ihr Unternehmen von ihrer kleinen Wohnung aus. Um den Bekanntheitsgrad zu steigern und Kunden zu gewinnen, veröffentlichten sie ein eigenes kleines Magazin mit dem Titel Owl and Weasel. 200 Stück wurden gedruckt und an alle Bekannten verteilt. Irgendwie gelangte ein Exemplar dieses Magazins in die USA und da in die Hände von Gary Gygax. Gygax hatte soeben ein neues Spiel erfunden, das sich stark von allen bis dahin existierenden Spielen unterschied: Dungeons and Dragons. Er schickte es den drei Engländern, die neugierig zu spielen begannen. Livingstone und Jackson waren auf Anhieb begeistert. Während sie sich bislang auf Strategie- und Kriegsspiele konzentriert hatten, entdeckten sie nun die Welt der Fantasy für Erwachsene. Peake konnte das Interesse nicht teilen und stieg aus dem Team aus. Livingstone und Jackson begannen, erste Ausgaben von Dungeons and Dragons per Post zu verschicken. Es dauerte nicht lange, bis die ersten Leute auf der Straße vor dem Appartement umherirrten und den „Games Workshop“ suchten, den sie sich als Geschäft (engl. shop) und nicht als kleines Wohnappartement vorstellten. Der Erfolg des Spiels übertraf alle Erwartungen.
1977 veröffentlichten sie das neue Magazin White Dwarf. Die erste Ausgabe im Juni (4000 Exemplare) war nach kurzer Zeit ausverkauft. Motiviert durch diesen Erfolg, planten Livingstone und Jackson die Eröffnung einer offiziellen Filiale.
1978 wurde der erste richtige Games-Workshop-Laden eröffnet.
1981 entwickelten die beiden Freunde zusammen in einem Pub ein Spielbuch. Der Leser (beziehungsweise Spieler) übernimmt dabei die Rolle eines Abenteurers. Ausgerüstet mit allerlei Gegenständen und „bewaffnet“ mit Spielwürfeln und Bleistift begibt man sich auf den Weg. Das gesamte Buch ist in nummerierte Abschnitte eingeteilt. Der Leser beginnt mit Abschnitt 1 und wird am Ende des kurzen Textes mit einer Entscheidung konfrontiert. Je nach Wahl wird bei einem anderen Abschnitt fortgefahren. Ian und Steve schrieben das Gamebook The Warlock of Firetop Mountain, das der erste Teil einer Serie mit dem Titel Fighting Fantasy wurde. Sie schlossen ein Geschäft mit dem Verlag Penguin, obwohl dieser nicht an einen Erfolg glaubte.
1982 kam The Warlock of Firetop Mountain auf den Markt. Ian Livingstone und Steve Jackson warben in ihrem Magazin für das Buch. Schon nach kurzer Zeit war die gesamte erste Auflage verkauft und weitere Bestellungen gingen ein. Eine zweite Auflage wurde gedruckt, dann eine dritte und eine vierte und schließlich war schon nach wenigen Monaten die zehnte Auflage verkauft. Penguin erkannte, dass mit diesen Büchern ein Verkaufshit geschaffen war, und gab den Autoren grünes Licht für viele weitere Veröffentlichungen. Die Bücher der Fighting Fantasy-Reihe haben sich inzwischen weltweit über 15 Millionen Mal verkauft und waren die Inspiration für unzählige weitere Publikationen dieser Art.
1994 – ab Mai (bis Oktober 95) war Ian Livingstone Manager der Domark Software Inc.
1995 wurde Ian Livingstone Mitglied im Verwaltungsrat des Computerspiele-Publishers Eidos Interactive (Tomb Raider).
2000 erhielt Livingstone von der University of Abertay Dundee den Ehrendoktor in Technologie für seinen Beitrag zur Computerspiel-Evolution.
Im April 2002 wurde er Creative Director bei Eidos Interactive. Im selben Jahr zeichnete ihn die BAFTA (British Academy of Film and Television Arts) mit der Auszeichnung für außergewöhnliche Beiträge für die Gesellschaft aus.
Nach der Übernahme von Eidos Interactive durch SCi Entertainment im Mai 2005 trat Livingstone zusammen mit allen anderen Vorstandsmitgliedern von seiner Position zurück. Im darauffolgenden September jedoch wurde er als einziges Mitglied des früheren Eidos-Vorstandes zu SCi zurückgeholt und besetzt bei Eidos nun die Rolle des „Product Acquisition Director“.
2006 wurde Livingstone der britische Verdienstorden Officer of the Order of the British Empire (OBE) verliehen, die vierte Stufe des britischen Ritterordens. 2012 wurde er zum Commander of the Order of the British Empire (CBE) ernannt, die dritte Stufe des Ordens.

## Bibliographie
- 1982: Der Hexenmeister vom flammenden Berg (The Warlock of Firetop Mountain) – zusammen mit Steve Jackson
- 1983: Der Forst der Finsternis (The Forest of Doom)
- 1983: Die Stadt der Diebe (City of Thieves)
- 1984: Die Insel des Echsenkönigs (Island of the Lizard King)
- 1984: Die Höhlen der Schneehexe (Caverns of the Snow Witch)
- 1984: Das Labyrinth des Todes (Deathtrap Dungeon)
- 1984: Der Talisman des Todes (Talisman of Death)
- 1985: Der Tempel des Schreckens (Temple of Terror) – zusammen mit Steve Jackson
- 1985: Freeway Fighter
- 1985: Duell der Piraten (Seas of Blood) – zusammen mit Steve Jackson
- 1986: Creature of Havoc – zusammen mit Steve Jackson
- 1986: Die Dämonen der Tiefe (Demons of the Deep) – zusammen mit Steve Jackson
- 1986: Das Schwert des Samurai (Sword of the Samurai) – zusammen mit Steve Jackson
- 1986: Der Wettstreit der Gladiatoren (Trial of Champions)
- 1987: Crypt of the Sorcerer
- 1988: Armies of Death
- 1992: Return to Firetop Mountain
- 1992: Shadowmaster – zusammen mit Marc Gascoigne
- 1993: Legend of Zagor
- 1993: Zagor Chronicles: Firestorm – zusammen mit Carl Sargent
- 1993: Zagor Chronicles: Darklord – zusammen mit Carl Sargent
- 1994: Zagor Chronicles: Skullcrag – zusammen mit Carl Sargent
- 1994: Zagor Chronicles: Demonlord – zusammen mit Carl Sargent

## Ludografie
- Eureka!
Computerspiel, erschienen 1985 bei Domark. Livingstone war verantwortlich für Konzept und Design. Es war die erste Veröffentlichung von Domark.
- Ian Livingstone’s Deathtrap Dungeon
Computerspiel, erschienen 1998 bei Eidos Interactive. Livingstone entwickelte das Konzept und das Storyboard
- Xenocracy
Computerspiel, erschienen 1998 bei Grolier Interactive. Ian Livingstone war verantwortlich für die Musik und die Sound-Effekte
- Warzone 2100
Computerspiel, erschienen 1999 bei Eidos Interactive. Livingstone war Creative Supporter.
- Starlancer
Computerspiel, erschienen 2000 bei Microsoft. Livingstone war verantwortlich für die Musik und die Sound-Effekte (zusammen mit David Blinston)
- Championship Manager: Season 00/01
Computerspiel, erschienen 2000 bei Eidos Interactive. Livingstone war Executive Producer.
- Virtual Resort: Spring Break
Computerspiel, erschienen 2002 bei Eidos Interactive. Livingstone entwickelte das Konzept und das Game Design (zusammen mit Steve Beverley).
- Sinbad: Legend of the Seven Seas
Computerspiel, erschienen 2003 bei Atari. Livingstone war verantwortlich für die Musik und die Sound-Effekte.